# Sümeyye Aydoğan
Sümeyye Aydoğan (Istanbul, 2 aprile 1999) è un'attrice turca.

## Biografia
Di origini albanesi e nata nel 1999 a Istanbul (Turchia) da genitori entrambi ex poliziotti originari delle città turche di Aydın ed Edirne, Sümeyye Aydoğan si è interessata alla recitazione fin dalle scuole elementari. Dopo aver completato l'istruzione primaria e secondaria, dal 2016 al 2022 ha proseguito gli studi universitari presso il dipartimento di recitazione della Istanbul Bilgi University a Istanbul, dove al termine degli studi ha conseguito la laurea. Durante gli stessi anni dell'università ha partecipato a gare di ballo e successivamente ha iniziato a lavorare collaborando con l'agenzia Talento Management.
Nel 2020 ha fatto il suo debutto come attrice con il ruolo di Diyar nel film Aile Hükümeti diretto da Burak Demirdelen. Nello stesso anno ha interpretato il ruolo di Oya nel film di Netflix L'estate passata (Geçen Yaz) diretto da Ozan Açıktan. Nel 2021 ha interpretato il ruolo di Menekşe nella serie in onda su Show TV Kahraman Babam. Nello stesso anno ha interpretato il ruolo di Ceren nella serie in onda su Kanal D Sadakatsiz.
Nel 2022 è stata scelta per interpretare il ruolo di Melisa Gerçek nella serie in onda su Star TV Duy Beni. Nel 2023 ha interpretato il ruolo di Yağmur Elem nella serie in onda su Fox Taçsız Prenses e quello di Gece Olgun nella serie in onda su Kanal D Dönence. Nello stesso anno ha interpretato il ruolo di Neriman nella serie di tabii Akif e quello di Damla Çıran nella serie di BluTV Magarsus. Nel 2024 è stata scelta per interpretare il ruolo di Leyla nel film Hatıran Yeter diretto da Ömer Faruk Yardımcı. Nello stesso anno ha ottenuto il ruolo di Aydan Güneş nella serie in onda su Fox (poi Now) Gaddar, accanto all'attore Çağatay Ulusoy. Nel dicembre dello stesso anno ha vinto il premio come Stella nascente alla cinquantesima edizione dei Pantene Golden Butterfly Awards. Nel 2025 ha ottenuto il ruolo principale di Ceylan Bilge nella serie in onda su ATV Sustalı Ceylan, accanto all'attore Burak Yörük.

## Filmografia

### Cinema
- Aile Hükümeti, regia di Burak Demirdelen (2020)
- L'estate passata (Geçen Yaz), regia di Ozan Açıktan (2020)
- Hatıran Yeter, regia di Ömer Faruk Yardımcı (2024)

### Televisione
- Kahraman Babam – serie TV, 8 episodi (Show TV, 2021)
- Sadakatsiz – serie TV, 29 episodi (Kanal D, 2021)
- Duy Beni – serie TV, 20 episodi (Star TV, 2022)
- Taçsız Prenses – serie TV, 10 episodi (Fox, 2023)
- Dönence – serie TV, 14 episodi (Kanal D, 2023)
- Akif – serie TV, 13 episodi (tabii, 2023)
- Magarsus – serie TV, 8 episodi (BluTV, 2023)
- Gaddar – serie TV, 20 episodi (Fox/Now, 2024)
- Sustalı Ceylan – serie TV, 6 episodi (ATV, 2025)

## Discografia

### Singoli
- 2019 – Ellerimde Çiçekler

## Riconoscimenti
- Pantene Golden Butterfly Awards
  - 2024: Vincitrice come Stella nascente[26][27]